# Wahlkreis Glasgow Southside
| Glasgow Southside           |
| --------------------------- |
| Glasgow Southside · Glasgow |
| Gebildet                    |
| 2011                        |
| Abgeordneter                |
| Nicola Sturgeon (SNP)       |
| Regionen                    |
| Glasgow                     |

Glasgow Southside ist ein Wahlkreis für das Schottische Parlament. Er wurde im Jahre 2011 als einer von neun Wahlkreisen der Wahlregion Glasgow eingeführt, die im Zuge der Revision der Wahlkreise 2011 neu zugeschnitten wurde. Hierbei wurde der Wahlkreis Glasgow Southside im Wesentlichen aus den Gebieten des ehemaligen Wahlkreises Glasgow Govan gebildet. Er umfasst zentrale und südwestliche Glasgower Stadtbezirke, unter anderem Gorbals, Govanhill, Ibrox und Pollokshields. Der Wahlkreis entsendet einen Abgeordneten. 
Der Wahlkreis erstreckt sich über eine Fläche von 15,97 km2. Im Jahre 2020 lebten 72.543 Personen innerhalb seiner Grenzen.

## Wahlergebnisse

### Parlamentswahl 2011
| Ergebnisse der Parlamentswahl 2011 | Ergebnisse der Parlamentswahl 2011 | Ergebnisse der Parlamentswahl 2011 | Ergebnisse der Parlamentswahl 2011 |
| Partei                             | Kandidat                           | Stimmen                            | %                                  |
| ---------------------------------- | ---------------------------------- | ---------------------------------- | ---------------------------------- |
| SNP                                | Nicola Sturgeon                    | 12.306                             | 54,4                               |
| Labour                             | Stephen Curran                     | 7957                               | 35,2                               |
| Conservative                       | David Meikle                       | 1733                               | 7,7                                |
| Liberal Democrats                  | Kenn Elder                         | 612                                | 2,7                                |
| Wahlbeteiligung: 22.608 (43,21 %)  |                                    |                                    |                                    |

### Parlamentswahl 2016
| Ergebnisse der Parlamentswahl 2016 | Ergebnisse der Parlamentswahl 2016 | Ergebnisse der Parlamentswahl 2016 | Ergebnisse der Parlamentswahl 2016 | Ergebnisse der Parlamentswahl 2016 |
| Partei                             | Kandidat                           | Stimmen                            | %                                  | ±                                  |
| ---------------------------------- | ---------------------------------- | ---------------------------------- | ---------------------------------- | ---------------------------------- |
| SNP                                | Nicola Sturgeon                    | 15.287                             | 61,4                               | +7,0                               |
| Labour                             | Fariha Thomas                      | 5.694                              | 22,9                               | −12,3                              |
| Conservative                       | Graham Hutchison                   | 3.100                              | 12,4                               | +4,8                               |
| Liberal Democrats                  | Kevin Lewsey                       | 822                                | 3,3                                | +0,6                               |
| Wahlbeteiligung: 24.903 (47,8 %)   |                                    |                                    |                                    |                                    |

### Parlamentswahl 2021
| Ergebnisse der Parlamentswahl 2021 | Ergebnisse der Parlamentswahl 2021 | Ergebnisse der Parlamentswahl 2021 | Ergebnisse der Parlamentswahl 2021 | Ergebnisse der Parlamentswahl 2021 |
| Partei                             | Kandidat                           | Stimmen                            | %                                  | ±                                  |
| ---------------------------------- | ---------------------------------- | ---------------------------------- | ---------------------------------- | ---------------------------------- |
| SNP                                | Nicola Sturgeon                    | 19.735                             | 60,2                               | −1,2                               |
| Labour                             | Anas Sarwar                        | 10.279                             | 31,3                               | +8,4                               |
| Conservative                       | Kyle Thornton                      | 1.790                              | 5,5                                | −6,9                               |
| Liberal Democrats                  | Carole Ford                        | 504                                | 1,5                                | −1,8                               |
| Freedom Alliance                   | Carol Dobson                       | 204                                | 0,6                                | +0,6                               |
| Parteilos                          | Greg Energy Adviser                | 147                                | 0,4                                | +0,4                               |
| Liberal Party                      | Derek Jackson                      | 102                                | 0,3                                | +0,3                               |
| Parteilos                          | Jayda Fransen                      | 46                                 | 0,1                                | +0,1                               |
| Wahlbeteiligung: 59 %              |                                    |                                    |                                    |                                    |